# 比爾·坎登
威廉·「比爾」·坎登（英語：William "Bill" Condon，1955年10月22日—）是一名美國男編劇、導演和製片人。

## 早期生活
比爾·坎登出生於紐約市，父親是名偵探。他生長於一個愛爾蘭天主教家庭。他就讀了瑞吉高中與哥倫比亞學院，在那他學習了哲學。

## 個人生活
比爾·坎登是名已出櫃的同性戀者。他與傑克·莫里西（Jack Morrissey）是長期合作的夥伴。

## 作品列表

### 編劇
- 1981年：《陌生行為：死孩子（英语：Strange Behavior）》
- 1983年：《要地球倒轉（英语：Strange Invaders）》
- 1987年：《姊姊，姊姊（英语：Sister, Sister (1987 film)）》
- 1991年：《狙擊101（英语：Murder 101 (1991 film)）》（電視電影）
- 1991年：《驅魔任務2（英语：F/X2）》
- 1998年：《眾神與野獸》
  - 奧斯卡最佳改編劇本獎
- 2002年：《芝加哥》
  - 提名-奧斯卡最佳改編劇本獎
  - 提名-金球獎最佳劇本
- 2003年：《幸福捷徑（英语：Shortcut to Happiness）》
- 2004年：《金賽性學教室》
- 2017年：《美女與野獸》
- 2017年：《大娛樂家》

### 導演
- 1987年：《姊姊，姊姊（英语：Sister, Sister (1987 film)）》
- 1991年：《狙擊101（英语：Murder 101 (1991 film)）》（電視電影）
- 1991年：《White Lie》（電視電影）
- 1991年：《Dead in the Water》（電視電影）
- 1993年：《爸爸別殺我（英语：Deadly Relations）》（電視電影）
- 1995年：《腥風怒吼2（英语：Candyman: Farewell to the Flesh）》
- 1995年：《地獄來的殺人魔（英语：The Man Who Wouldn't Die (1995 film)）》
- 1998年：《眾神與野獸》
- 2000年：《The Others（英语：The Others (TV series)）》（電視劇；1集）
- 2004年：《金賽性學教室》
- 2006年：《夢幻女郎》
- 2010年：《如果還有明天》（電視劇；2集）
- 2011年：《暮光之城4：破曉I》
- 2012年：《暮光之城4：破曉II》
- 2013年：《危機解密》
- 2015年：《福爾摩斯先生》
- 2017年：《美女與野獸》
- 2019年：《大說謊家》

## 外部連結
- 比爾·坎登在互联网电影资料库（IMDb）上的資料（英文）